# 侯赛因·法赫里·哈利迪
侯赛因·法赫里·哈利迪 (Husayn Fakhri al-Khalidi，阿拉伯语：‎, 1895年—1966年12月26日) 约旦首相（1957年）。
1957年约旦发生反对艾森豪威尔主义和侯赛因国王的示威，4月10日，侯赛因国王突然迫使苏莱曼·纳布西内阁辞职，局势顿然紧张起来，4月15日虽然由哈利迪组成了“温和”的内阁而有所缓和，但局势仍然很复杂紧张。西方通讯社把这个内阁称作“填塞空隙”的过渡内阁。4月20日，因为新任陆军参谋长阿里·哈亚里准将提出辞职并前往叙利亚避难，约旦局势急剧变化，哈利迪新内阁在24日又被迫辞职。
哈利迪出生于耶路撒冷，就读于贝鲁特美国大学和在伊斯坦布尔的土耳其医学院，获得医学院医学博士学位。在第一次世界大战中，他在土耳其军队中服役，并参加了杰马尔帕夏对苏伊士运河的攻击。他在1916—1917年最后一次加沙战争中受了重伤，但是终于逃脱，没有被澳大利亚骑兵捉住。
1917年，哈利迪参加了由费萨尔一世和阿拉伯的劳伦斯领导下的回教军，并且担任阿勒颇的市医疗机构的主任，一直到1920年。第二年，他参加了那时的巴勒斯坦英国政府的工作，并且提升为耶路撒冷的高级医疗官员，但是在1934年退休，以参加该城的市政选举。
1935年，他组织了一个政党，名叫改良党，这是一个由支持当时的耶路撒冷市长穆弗蒂·侯赛尼所组成的组织，同年，英国驻巴勒斯坦高级专员任命他为耶路撒冷市长，巧的是，在奥斯曼帝国时期任命的第一任耶路撒冷市长是他的祖先。
1936年4月，哈利迪担任阿拉伯高级委员会的委员，这个委员会是同英国人谈判的阿拉伯各党派的“联盟”，在1936年到1937年的巴勒斯坦骚乱之后他在1937年10月被英国政府放逐到印度洋的塞舌尔群岛。
哈利迪中等身材很瘦，他出身在一个古老而有势力的家族。这个家族说它是著名的阿拉伯将军哈立德·伊本·瓦利德的后裔，瓦利德在雅穆克战役中击败了拜占庭的军队，从而为阿拉伯政府埃及、北非和西班牙铺平了道路。
哈利迪在1943年曾任约旦外交大臣，他能讲流利的英语、法语和土耳其语，还能讲德语。1957短暂出任首相后，也在此后的几届内阁中任大臣。1966年12月26日去世。
他是联合国政治事务局高级政治事务干事伊斯迈尔·哈利迪（Ismail Khalidi）的哥哥和拉希德·哈利迪和拉贾·哈利迪的伯父。